# Pont-la-Ville (Friburgo)
Pont-la-Ville (antiguamente en alemán Ponnendorf) es una comuna suiza del cantón de Friburgo, situada en el distrito de Gruyère. Limita al norte con las comunas de Rossens y Treyvaux, al este con La Roche, al sur con Hauteville, y al oeste con Pont-en-Ogoz.